# 364
| 364                |
| ------------------ |
| Dødsfald - Fødsler |
|                    |

| Gregoriansk kalender | 364 CCCLXIV             |
| Ab urbe condita      | 1117                    |
| Armensk kalender     | I/T                     |
| Kinesiske kalender   | 3060 – 3061 癸亥 – 甲子 |
| Etiopisk kalender    | 356 – 357               |
| Jødisk kalender      | 4124 – 4125             |
| Hindukalendere       |                         |
| - Vikram Samvat      | 419 – 420               |
| - Shaka Samvat       | 286 – 287               |
| - Kali Yuga          | 3465 – 3466             |
| Iransk kalender      | 258 BP – 257 BP         |
| Islamisk kalender    | 266 BH – 265 BH         |

Se også 364 (tal)